# Maja Alm
Maja Møller Alm (Rødekro, 10 luglio 1988) è un'orientista danese.
Nel corso del 2010 ha ottenuto la medaglia di bronzo alla Coppa del Mondo.
Ai campionati mondiali in Svizzera (Losanna, 2012) Maja Alm si è classificata seconda alla prova sprint.
Ha avuto qualche risultato a livello nazionale nell'atletica leggera.